# Картер, Дикси
Ди́кси Вирджи́ния Ка́ртер (англ. Dixie Virginia Carter ; 25 мая 1939, McLemoresville, Теннесси — 10 апреля 2010[…], Хьюстон, Техас) — американская актриса, двукратный номинант на премию «Эмми».

## Биография

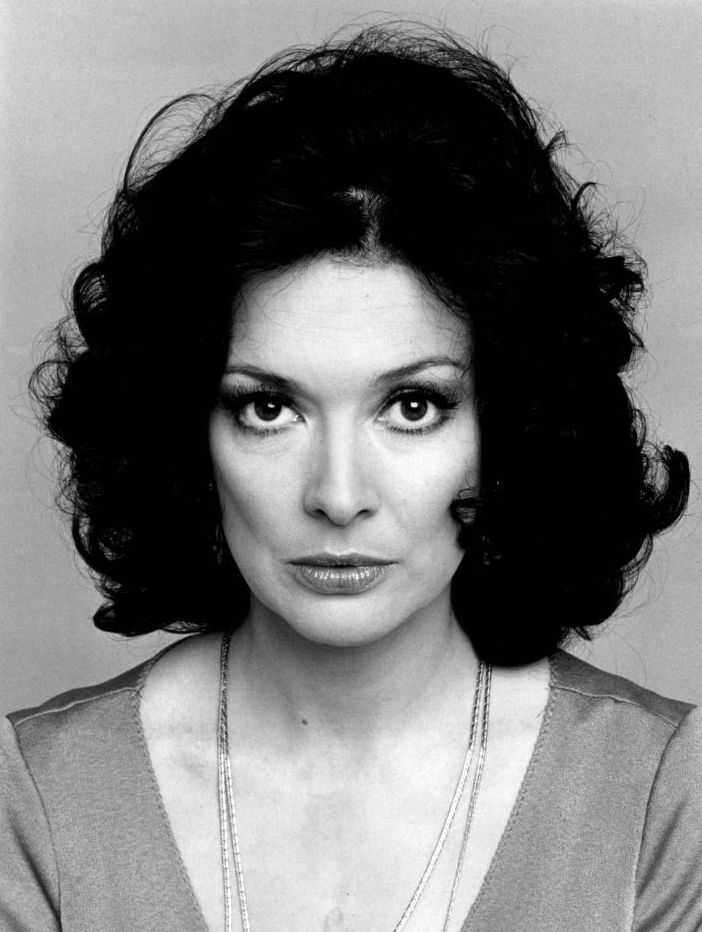
Дикси Картер в 1977 году.

Детство и юность провела в Мемфисе, училась в Университете Теннесси (Кноксвилл) и Юго-западном колледже, в настоящее время Rhodes College в Мемфисе. Окончила университет со степенью по специализации «английский язык». Также получила образование по классическому вокалу, изучала игру на фортепиано, трубе и губной гармонике.
Её дебют в качестве профессиональной актрисы состоялся в 1960 году в роли Джулии Джордан в местной постановке «Карусели» Коула Портера. В 1963 году переехала в Нью-Йорк, где выступала в постановке Джозефа Паппа по поздней пьесе Уильяма Шекспира «Зимняя сказка». Затем играла во многих бродвейских мюзиклах и пьесах.
Вскоре начинающая актриса вышла замуж за бизнесмена Артура Картера, у них родились две дочери, Джинна и Мэри Дикси. Картер посвятила их воспитанию восемь лет. Когда в 35 лет Картер попыталась вернуться на сцену, ей пришлось столкнуться с тем, что ни один агент не хотел связываться с вышедшей из слишком долгого декретного отпуска актрисой.
Наиболее заметная роль этого времени — Оливия Брандейс, заместитель окружного прокурора в сериале «На пороге ночи». В конце 1970-х переехала из Нью-Йорка в Лос-Анджелес, где играла в сериалах «Сами по себе» и «Гром среди ясного неба».
Актриса дважды терпела неудачу в браке: сначала с бизнесменом Артуром Картерома затем с коллегой по Бродвею — Джорджем Хирном. В 1981 году во время работы над сценарием к телефильму «Убить Рэнди Уэбстера» она познакомилась со своим будущим третьим мужем актёром Хэлом Холбруком. В 1983 году к ней пришел успех после выхода телесериала «Бесстыдно богатый», в котором она создала образ Карлотты Бек, надменной жены владельца плантации. В 1984—1985 годах получила главную роль в сериале «Различные ходы».
Кульминацией телевизионной карьеры Картер стала роль адвоката Джулии Шугарбейкер в ситкоме «Создавая женщину», который шёл на экранах США в 1986—1993 годах. Российскому зрителю актриса запомнилась в образе Глории — матери Орсона Ходжа в сериале «Отчаянные домохозяйки», за эту роль в 2007 году она номинировалась на премию «Эмми».
В начале 2010 года у Дикси Картер диагностировали рак и 10 апреля того же года актриса скончалась .

## Избранная фильмография
| Год       |    | Русское название                    | Оригинальное название                                   | Роль                  |
| --------- | -- | ----------------------------------- | ------------------------------------------------------- | --------------------- |
| 1956      | с  | На пороге ночи                      | The Edge of Night                                       | ассистент             |
| 1963      | с  | Доктора                             | The Doctors                                             | неизвестная роль      |
| 1980      | тф | На секретной службе Её Величества   | O.H.M.S.                                                | Нора Уинг             |
| 1981      | тф | Убить Рэнди Уэбстера                | The Killing of Randy Webster                            | Билли Уэбстер         |
| 1982      | с  | Лу Грант                            | Lou Grant                                               | Джессика Линдер       |
| 1982      | с  | Брет Маверик                        | Bret Maverick                                           | Холли МакКаллок       |
| 1982      | с  | Величайший американский герой       | The Greatest American Hero                              | Саманта О'Нилл        |
| 1983      | ф  | Слетая с катушек                    | Going Berserk                                           | Энджела               |
| 1984—1985 | с  | Различные ходы                      | Diff'rent Strokes                                       | Мэгги МакКинни        |
| 1986      | с  | Безумный как лис                    | Crazy Like a Fox                                        |                       |
| 1986—1993 | с  | Создавая женщину                    | Designing Women                                         | Джулия Шугарбейкер    |
| 1994      | тф | Игрок V                             | Gambler V: Playing for Keeps                            | Лилли Лангтрай        |
| 1994      | тф |                                     | A Perry Mason Mystery: The Case of the Lethal Lifestyle | Луиз Арчер            |
| 1994      | с  | Кристи                              | Christy                                                 | Джулия Хаддлстон      |
| 1995      | с  | Диагноз: Убийство                   | Diagnosis Murder                                        | Патриша Парселл       |
| 1995      | тф | Очаровашка                          | Dazzle                                                  | Лиди Килкаллен        |
| 1996      | тф | Исчезнувшая в ночи                  | Gone in the Night                                       | Энн Даулиби           |
| 1999      | ф  | Наши соседи Ямада                   | Houhokekyo tonari no Yamada-kun                         | дополнительные голоса |
| 1999—2002 | с  | Семейный закон                      | Family Law                                              | Рэнди Кинг            |
| 2000      | ф  | Приключения Санта Клауса            | The Life & Adventures of Santa Claus                    | Нэсиль                |
| 2001      | ф  | Большой день                        | The Big Day                                             | Кэрол                 |
| 2003      | тф | Уют и радость                       | Comfort and Joy                                         | Фредерика             |
| 2004      | с  | Закон и порядок: Специальный корпус | Law & Order: Special Victims Unit                       | Дэнис Брокмортон      |
| 2004      | тф | Сэдбэри                             | Sudbury                                                 | Сэдбэри               |
| 2005      | с  | Королева экрана                     | Hope & Faith                                            | Джойс Шановски        |
| 2006—2007 | с  | Отчаянные домохозяйки               | Desperate Housewives                                    | Глория Ходж           |
| 2008      | тф | Наше первое рождество               | Our First Christmas                                     | Иви Бир               |
| 2009      | ф  | Это вечернее солнце                 | That Evening Sun                                        | Эллен Мичэм           |